# Миљановац
Миљановац је насељено место у општини Сирач, у западној Славонији, Република Хрватска.

## Историја
До територијалне реорганизације у Хрватској насеље се налазило у саставу бивше велике општине Дарувар.

## Становништво
На попису становништва 2011. године, Миљановац је имао 160 становника.
По попису из 2001. године село је имало 206 становника.
| Националност       | 1991.        | 1981.        | 1971.        | 1961.        |
| Срби               | 255 (63,43%) | 189 (43,05%) | 383 (74,08%) | 396 (72,92%) |
| Хрвати             | 89 (22,13%)  | 51 (11,61%)  | 88 (17,02%)  | 90 (16,57%)  |
| Југословени        | 17 (4,22%)   | 172 (39,17%) | 3 (0,58%)    | 1 (0,18%)    |
| остали и непознато | 41 (10,19%)  | 27 (6,15%)   | 43 (8,31%)   | 56 (10,31%)  |
| Укупно             | 402          | 439          | 517          | 543          |

## Попис 1991.
На попису становништва 1991. године, насељено место Миљановац је имало 402 становника, следећег националног састава:
| Попис 1991.‍  | Попис 1991.‍  | Попис 1991.‍ | Попис 1991.‍ | Попис 1991.‍ |
| ------------ | ------------ | ----------- | ----------- | ----------- |
|              |              |             |             |             |
| Срби         | Срби         |             | 255         | 63,43%      |
| Хрвати       | Хрвати       |             | 89          | 22,13%      |
| Чеси         | Чеси         |             | 20          | 4,97%       |
| Југословени  | Југословени  |             | 17          | 4,22%       |
| Немци        | Немци        |             | 4           | 0,99%       |
| Словаци      | Словаци      |             | 2           | 0,49%       |
| Бугари       | Бугари       |             | 1           | 0,24%       |
| Словенци     | Словенци     |             | 1           | 0,24%       |
| неопредељени | неопредељени |             | 1           | 0,24%       |
| непознато    | непознато    |             | 12          | 2,98%       |
| укупно: 402  |              |             |             |             |